# Dancing Pallbearers
Dancing Pallbearers (dịch là Người nhảy pallbearers), được biết với tên là Dancing Coffin hay điệu nhảy quan tài, là một nhóm khiêng quan tài nhảy múa người Ghana ở thị trấn Prampram ở vùng Đại Accra, phía nam Ghana, mặc dù trình diễn khắp đất nước cũng như quốc tế. Ở địa phương, họ được gọi là Nana Otafrija Pallbearing và dịch vụ chờ hoặc Dada awu.

## Trong văn hóa đại chúng

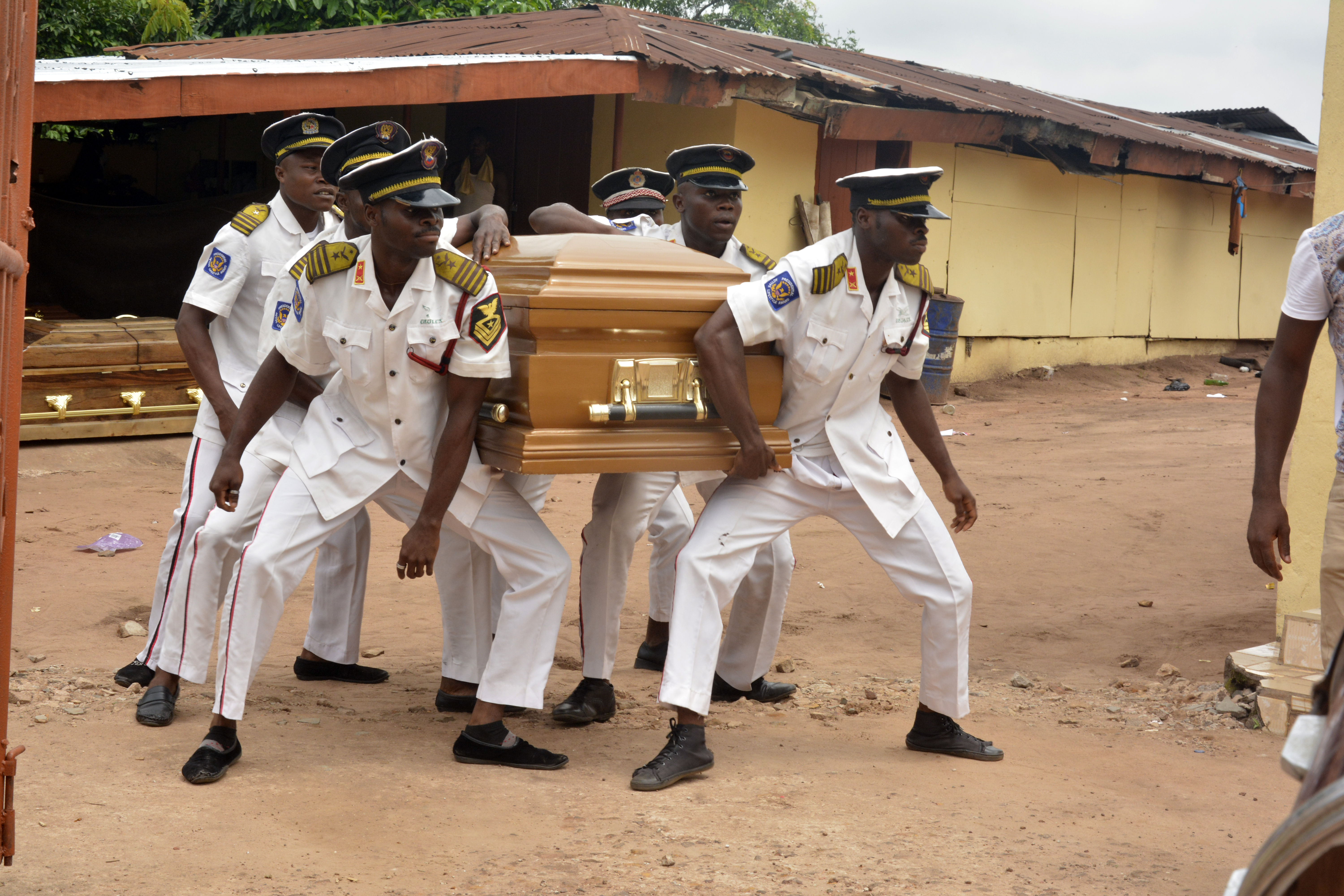
Các kỹ năng khiêu vũ khác nhau với quan tài trên đường đến nơi chôn cất ở Nigeria.